# فرودگاه بین‌المللی اورادیا
فرودگاه بین‌المللی اورادیا (به انگلیسی: Oradea International Airport) (به زبان بومی: Aeroportul Internaţional Oradea) یک فرودگاه همگانی ۵۰۰۰۰ با کد یاتا OMR است که یک باند فرود بله دارد و طول باند آن بتن متر است. این فرودگاه در کشور رومانی قرار دارد و در ارتفاع ۱۴۲ متری از سطح دریا واقع شده است.

## شرکت‌های هواپیمایی و مقصدهای پروازی
| شرکت‌های هواپیمایی | مقصدهای پروازی |
| ----------------- | --- |
| بلو ایر           | هنری کواندا فصلی: میهایل کوگیالنیچونو چارتر فصلی: آنتالیا                                                                               |
| رایان‌ایر          | اوریو آل سریو، ویزه (آغاز از ۳۰ اکتبر ۲۰۱۷) جیرونا-کاستا براوا, ممینگن (آغاز از ۵ سپتامبر ۲۰۱۷), استانستد لندن (آغاز از ۱ سپتامبر ۲۰۱۷) |
| تاروم             | هنری کواندا |